# Wiewióra dekańska
Wiewióra dekańska (Ratufa indica) – gatunek gryzonia z rodziny wiewiórkowatych (podrodzina Ratufinae). Po raz pierwszy został opisany przez walijskiego przyrodnika Thomasa Pennanta w 1771, lecz naukowiec nie nadał zwierzęciu nazwy naukowej. W 1777 naukowego opisu dokonał niemiecki przyrodnik Johann Christian Erxleben i nadał gatunkowi nazwę naukową Sciurus indicus. Typowa lokalizacja: Indie Wschodnie („in India orientali”); Bombaj, Indie. Do rodzaju Ratufa gatunek włączył brytyjski zoolog John Edward Gray w 1867. Wiewióra dekańska występuje w centralnej i południowej części Indii (na wysokości do ok. 180–2300 m n.p.m.), z wyłączeniem centralnych nizin. Międzynarodowa Unia Ochrony Przyrody (IUCN) wymienia Sciurus indica w Czerwonej księdze gatunków zagrożonych jako gatunek najmniejszej troski (LC – least concern). Ratufa indica obejmuje 4 podgatunki.

## Systematyka
Po raz pierwszy został opisany przez walijskiego przyrodnika Thomasa Pennanta w 1771, lecz naukowiec nie nadał zwierzęciu nazwy naukowej. W 1777 naukowego opisu dokonał niemiecki przyrodnik Johann Christian Erxleben w 1777 w publikacji „Systema regni animalis per classes, ordines, genera, species, varietates: cvm synonymia et historia animalivm: Classis I. Mammalia”. Erxleben nadał gatunkowi nazwę naukową Sciurus indicus. Typowa lokalizacja: Indie Wschodnie („in India orientali”); Bombaj, Indie. Do rodzaju Ratufa gatunek włączył brytyjski zoolog John Edward Gray w 1867. 
W obrębie gatunku Ratufa indica wyróżniane są 4 podgatunki:
- R. i. indica Erxleben, 1777 – Ghaty Zachodnie, południowa część dystryktu Mumbai, na zachodzie Indii,
- R. i. centnitis Ryley, 1913 – Ghaty Wschodnie, wyżyny centralnych i wschodnich Indii, w tym także w stanie Andhra Pradesh,
- R. i. dealbata Blanford, 1897 – w dystrykcie Dang, północna część dystryktu Mumbai, na zachodzie Indii,
- R. i. maxima Schreber, 1789 – najdalej wysunięte na południowy zachód tereny Indii.

## Nazewnictwo
W wydanej w 2015 roku przez Muzeum i Instytut Zoologii Polskiej Akademii Nauk publikacji „Polskie nazewnictwo ssaków świata” dla gatunku Ratufa indica zaproponowano nazwę wiewióra dekańska.

## Kariotyp
Garnitur chromosomowy Ratufa indica tworzy 20 par autosomów i jedna para chromosomów płci (2n=42).

## Budowa ciała
Część grzbietowa wiewióry dekańskiej jest wybarwiona na kolory: od jasnej rdzy przez bordo do czerń. Natomiast część brzuszna jest kremowobeżowa. Boki głowy są wybarwione na kolor od kremowego do jasnobrązowego z cienkim, ciemnym pionowym paskiem wzdłuż tylnego policzka. Między ciemieniem a karkiem przebiega jasny pas.
Formy kolorystyczne podgatunków:
- R. i. indica – charakteryzuje bordowy na głowie, tułowiu, bokach i ogonie, a ogon ma jasną końcówkę,
- R. i. centnitis – przednie kończyny i ramiona są wybarwiona na czarno, zaś kępki uszu, grzbiet, boki i tylne kończyny są w kolorze czerwonym,
- R. i. dealbata – ma bardzo blade futro z białym ogonem; czasami forma jest opisywaną jako albinistyczna,
- R. i. maxima – ma podobny kolor jak R. i. indica, ale ramiona, ogon i zad są czarne.

|                         | wymiar     |
| ----------------------- | ---------- |
| długość tułowia z głową | 340–450 mm |
| długość ogona           | 380–490 mm |
| masa ciała              | 900–2300 g |

## Tryb życia
Wiewióry dekańskie wiodą dzienny tryb życia. Zwierzęta używają gniazd głównie w nocy – opuszczają je o świcie i wracają o zmierzchu. Żerowanie zajmuje 40–60% czasu w porze dziennej. 20–30% dnia przeznaczane jest na odpoczynek (głównie w południe).

### Rozród
Po ciąży trwającej 21–25 dni samica rodzi jedno młode. Matka karmi je przez okres 5–6 miesięcy, a młode zyskuje samodzielność po osiągnięciu wieku 8–10 miesięcy. Zdolność do rozrodu zwierzęta osiągają prawdopodobnie po 2 roku życia. Długość życia wiewiór dekańskich – 16 lat.

## Rozmieszczenie geograficzne
Typowa lokalizacja: Indie Wschodnie („in India orientali”); Bombaj, Indie. Wiewióra dekańska występuje w centralnej i południowej części Indii (na wysokości do ok. 180–2300 m n.p.m.), z wyłączeniem centralnych nizin. Szczegóły lokalizacji poszczególnych podgatunków są zawarte w sekcji Systematyka.

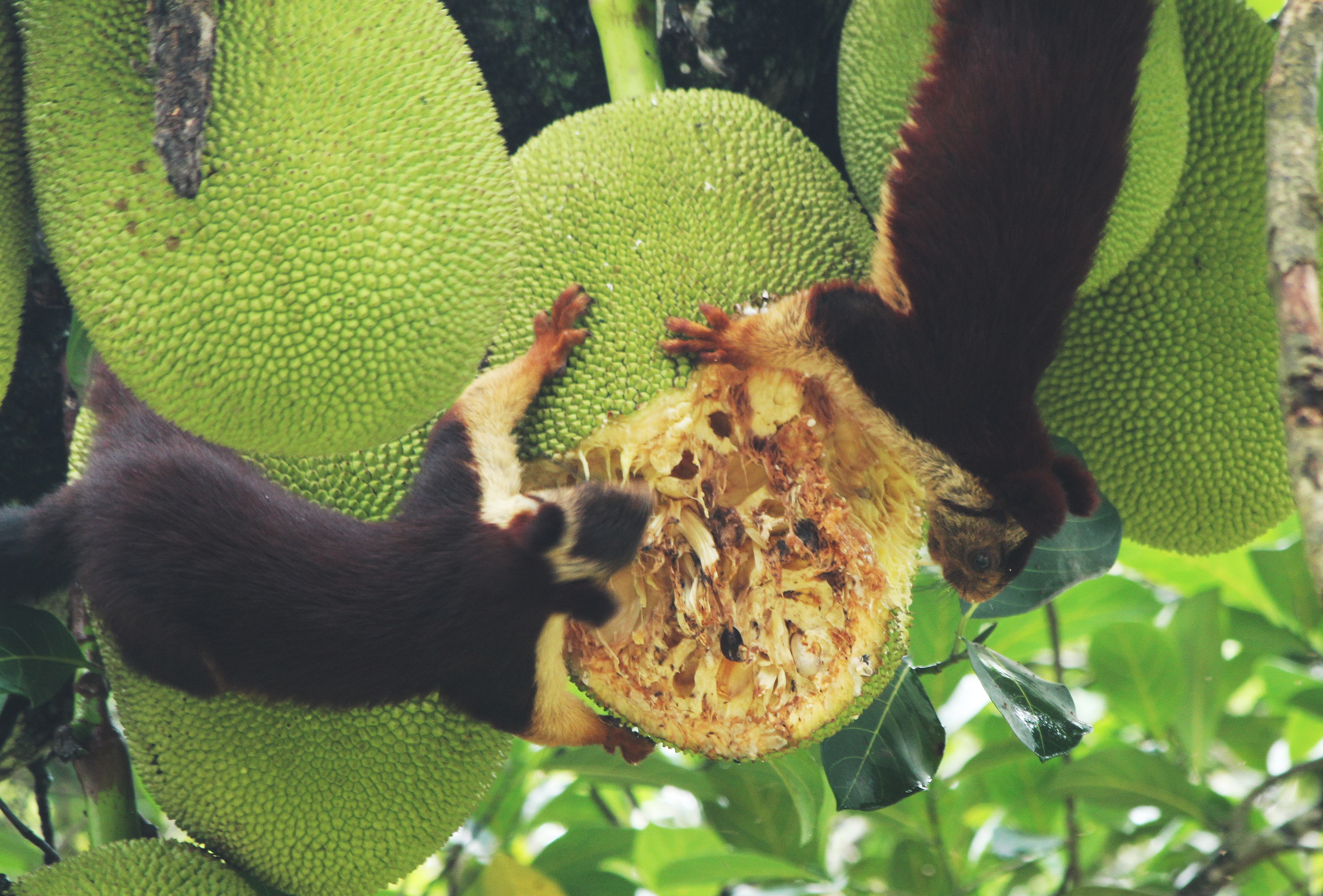
Wiewióry dekańskie żerujące na owocach chlebowca różnolistnego

## Ekologia
Wiewióra dekańska zasadniczo jest owocożercą, ale może także wykazywać ogólną roślinożerność, dzięki czemu może żerować na zróżnicowanym pokarmie roślinnym występującym na drzewach w różnorodnym lesie o sezonowej zmienności. W okresach, gdy występował niedobór owoców i nasion, 62% diety wiewióry stanowiły liście. W skład diety wiewióry dekańskiej mogą wchodzić liście, zioła części zielone krzewów, pąki, kwiaty, nektar, kora i soki drzew. Żeruje ona wyłącznie w baldachimie lasu, jedynie sporadycznie schodzi na ziemię, by zjadać opadłem owoce i nasiona. Zwierzę nie gromadzi zapasów na ziemi, ale niewielkie ilości nasion zachowuje w gnieździe.
Na wiewióry dekańskie polują makaki lwie, lamparty plamiste, kuny, puchacze jarzębate, orliki malajskie, wężojady czubate oraz wojowniki indyjskie.

### Siedlisko
Wiewióra dekańska zasiedla zimozielone i półzimozielone lasy liściaste oraz niektóre nizinne lasy przybrzeżne Półwyspu Indyjskiego. Prawdopodobnie kluczowym wyznacznikiem dla siedliska wiewióry dekańskiej jest ciągłość baldachimu leśnego. Wiewióra wiedzie życie w baldachimie drzew, na wysokości około 20 m nad poziomem terenu. W górnej części baldachimu buduje gniazdo z długich gałązek. Wyściela je rozdrobnionymi liśćmi.

## Ochrona
Międzynarodowa Unia Ochrony Przyrody (IUCN) wymienia Ratufa indica w Czerwonej księdze gatunków zagrożonych jako gatunek najmniejszej troski (LC – least concern).